# Realizm kapitalistyczny. Czy nie ma alternatywy?
Realizm kapitalistyczny. Czy nie ma alternatywy? (ang. Capitalist Realism: Is There No Alternative?) – książka brytyjskiego filozofa Marka Fishera wydana w 2009. Rozwija on w niej własną teorię „realizmu kapitalistycznego”, którą opisuje jako „powszechnego poczucia, że kapitalizm jest nie tylko jedynym realnym systemem politycznym i gospodarczym, ale także, że obecnie nie można nawet wyobrazić sobie spójnej alternatywy dla niego”. 
Mark Fisher w książce bada to, co opisuje jako szeroko rozpowszechniony wpływ ideologii neoliberalnej na kulturę popularną, pracę, edukację i zdrowie psychiczne we współczesnym społeczeństwie. Realizm kapitalistyczny odniósł nieoczekiwany sukces i wywarł wpływ na wielu pisarzy. 
Podtytuł nawiązuje do prorynkowego hasła brytyjskiej premier Margaret Thatcher – „Nie ma alternatywy”.

## Treść
Powszechnie uważana za najbardziej wpływową ideę Marka Fishera, realizm kapitalistyczny jest ideologiczną ramą postrzegania kapitalizmu i jego wpływu na politykę, ekonomię i myśl publiczną. Sama nazwa jest grą terminu „realizm socjalistyczny”. Fisher obszernie pisał na ten temat i często udzielał wywiadów na ten temat, które rozszerzały jego definicję pojęcia. 
Według Fishera cytat „łatwiej wyobrazić sobie koniec świata niż koniec kapitalizmu”, przypisywany zarówno Fredricowi Jamesonowi, jak i Slavojowi Žižkowi, zawiera istotę realizmu kapitalistycznego, którą jest poczucie, że kapitalizm jest jedynym realnym systemem gospodarczym, a zatem nie można sobie wyobrazić żadnej alternatywy. Fisher porównuje realizm kapitalistyczny do „wszechobecnej atmosfery” wpływającej na obszary produkcji kulturalnej, działalności polityczno-gospodarczej i powszechnej myśli:

Realizm kapitalistyczny, tak jak go rozumiem, nie może ograniczać się do sztuki lub quasi-propagandowego sposobu funkcjonowania reklamy. Jest raczej wszechobecną atmosferą, warunkującą nie tylko produkcję kultury, ale także regulację pracy i edukacji, działającą jako rodzaj niewidzialnej bariery ograniczającej myślenie i działanie.

Według Fishera realizm kapitalistyczny tak zawładnął opinią publiczną, że idea antykapitalizmu nie jest już przeciwieństwem kapitalizmu. Zamiast tego antykapitalizm jest stosowany jako środek wzmacniający sam  kapitalizm. Odbywa się to za pośrednictwem nowoczesnych mediów, których celem jest zapewnienie rozrywki zawierającej antykapitalistyczne idee, jednak bez faktycznego kwestionowania systemu. Brak spójnych alternatyw, przedstawionych przez pryzmat realizmu kapitalistycznego, sprowadził wiele ruchów antykapitalistycznych do zaprzestania sprzeciwiania się kapitalizmowi, a zamiast tego do łagodzenia jego najgorszych skutków, często poprzez indywidualne działania oparte na konsumpcji, takie jak np. Product Red. 
Jeśli chodzi o publiczne poglądy na temat kapitalizmu, Fisher ukuł termin „odruchowa impotencja”, który opisuje zjawisko, w którym ludzie dostrzegają wadliwą naturę kapitalizmu, ale wierzą, że nie ma sposobów na dokonanie zmian. Według Fishera ta bezczynność prowadzi do samospełniającej się przepowiedni, a także negatywnie odbija się na ich zdrowiu psychicznym. 
Fisher twierdzi jednak, że tylko państwo było w stanie utrzymać publiczną sferę przeciwko kapitalistycznemu naciskowi na masową prywatyzację. Popularna myśl neoliberalna popiera wygaszanie sfer publicznych na rzecz prywatyzacji instytucji publicznych, takich jak edukacja i zdrowie, na podstawie założenia, że rynek najlepiej służy potrzebom publicznym. W tym duchu Fisher podnosi również ideę „ontologii biznesu”, według której cele są rozumiane wyłącznie w kategoriach biznesowych. Dalej autor stwierdzi, że w przypadku jednolicie zorientowanych biznesowo warunków społecznych nie ma miejsca na społeczeństwo, a jedyną szansą na jego przetrwanie jest wygaszenie ram biznesowych w usługach publicznych, dodając, że „jeśli biznes nie może być prowadzony tak, jak firmy, dlaczego usługi publiczne?”  Tak więc częstym tematem pisarstwa Fishera jest przyszłość sfery publicznej w obliczu neoliberalnej ontologii biznesu oraz to, jak mogłaby wyglądać w przypadku braku scentralizowanego, państwowego przemysłu. 